# Catalunya Skating Club
Catalunya Skating Club fou un club d'hoquei sobre patins català, fundat l'any 1929. Va ser un dels fundadors de la Federació Catalana d'Hoquei Patins i va participar en el primer Campionat de Catalunya, aconseguint guanyar-lo en cinc ocasions. És considerat com el millor equip català d'abans de la Guerra Civil Espanyola. També va disputar el primer partit de la selecció catalana d'hoquei sobre patins el 28 d'agost de 1930, acabant en empat 4-4. Entre d'altres, hi jugaren els germans Joan i Tomàs Clascà i Mariano Masiques, pioners d'aquest esport. L'entitat va desaparèixer després de la guerra civil.

## Palmarès
- 5 Campionat de Catalunya d'hoquei patins: 1930, 1931, 1932, 1935, 1936